# Велики Бадић
Велики Бадић је насељено мјесто у Босни и Херцеговини у Општини Босанска Крупа које административно припада Федерацији Босне и Херцеговине. Према попису становништва из 1991. у насељу је живјело 1.237 становника.

## Становништво
| Националност       | 1991.          | 1981.          | 1971.          |
| Муслимани          | 1.211 (97,89%) | 1.133 (97,67%) | 1.108 (99,37%) |
| Срби               | 11 (0,88%)     | 2 (0,17%)      | 1 (0,08%)      |
| Хрвати             | 0              | 1 (0,08%)      | 4 (0,35%)      |
| Југословени        | 0              | 22 (1,89%)     | 0              |
| остали и непознато | 15 (1,21%)     | 2 (0,17%)      | 2 (0,17%)      |
| Укупно             | 1.237          | 1.160          | 1.115          |